# Board of First Fruits
Le Board of First Fruits (en irlandais : Bord na Prímhide) est une institution de l'Église d'Irlande créée en 1711 par Anne, reine de Grande-Bretagne pour construire et améliorer des églises en Irlande. Elle a été supprimée en 1833 et remplacée par l'Ecclesiastical Commissioners of Ireland (en).

## Histoire
Depuis la Réforme anglaise du XVIe siècle, la plupart des Irlandais ont choisi de rester catholiques romains et devaient désormais payer des dîmes évaluées à environ 10 % des produits agricoles d'une région, pour maintenir et financer l'église d'État établie, l' Église anglicane d'Irlande auquel seule une petite minorité de la population s'est convertie. Les protestations contre cette situation ont conduit à la guerre de la dîme au début du XIXe siècle.
En 1711, la reine Anne accepte que l'impôt sur les revenus du clergé soit versé à l'Église d'Irlande pour la construction de nouvelles églises et de maisons de Glebe (en). À cet effet, avec l'influence de Jonathan Swift, le Board of First Fruits est fondé.
Au cours des 70 premières années de son existence, le Board of First Fruits achète des terres de glèbe pour un coût total de 3 543 £. Il a également aidé à la construction de quarante-cinq maisons glebe avec des dons de 4 080 £.
Le Parlement irlandais accepte en 1778 une subvention de 6 000 £, suivie de 1 500 £ en 1779–1780, 6 000 £ en 1781–1782, 3 000 £ en 1783–1784 et 5 000 £ chaque année de 1785 à 1800. Au cours de la période 1791–1803, le Board of First Fruits a dépensé 55 600 £ pour la construction de 88 églises et 116 maisons de glebe.
Les subventions ont été maintenues après l'Acte d'Union de 1800, mais l'Acte du Parlement de 1808 entraine une consolidation des fonds et permet au conseil de réparer également les vieilles églises et les maisons de glebe.
À partir de 1808, la subvention annuelle double pour atteindre 10 000 £ et augmente massivement à 60 000 £ chaque année entre 1810 et 1816. Par la suite, la subvention est réduite de moitié entre 1817 et 1821, pour finalement être réduite à 10 000 £ chaque année en 1822–1823.
Au cours des vingt années qui ont suivi l'Acte d'Union, un total de 807 648 £ a été versé en subventions pour acheter des terres de glebe, construire 550 maisons de glebe et la construction, la reconstruction et l'agrandissement de 697 églises.
Le Church Temporalities Act 1833 (en) a mis fin au Conseil des prémices et le Conseil des commissaires ecclésiastiques (Ecclesiastical Commissioners of Ireland) a pris le relais.